# Olivia Wilde
Olivia Wilde, ameriška filmska, televizijska in gledališka igralka ter fotomodel, * 10. marec 1984, New York, New York, ZDA.
S svojo igralsko kariero je pričela v 2000. letih, od takrat pa se je pojavila v mnogih filmih in televizijskih serijah, vključno z vlogama na televizijskih serijah O.C. in The Black Donnellys. Trenutno kot dr. Remy »Trinajst« Hadley igra v dramski televizijski seriji Zdravnikova vest, leta 2010 pa se je kot Quorra pojavila v filmu Tron: Zapuščina.

## Zgodnje življenje
Olivia Wilde se je kot Olivia Jane Cockburn rodila v New Yorku. Njena mama, Leslie Cockburn (rojena Redlich), je producentka oddaje 60 Minutes in novinarka. Njen oče, Andrew Cockburn, ki se je rodil v Londonu, Anglija in odraščal na Irskem, je novinar, tako kot njena strica Alexander Cockburn in Patrick Cockburn (vsi trije pišejo za politično spletno stran CounterPunch.org). Njena sestra, Chloe Cockburn, je newyorška odvetnica za državljanske pravice; njena pokojna teta, Sarah Caudwell, je bila pisateljica, njen dedek, Claud Cockburn, pa je bil romanopisec in novinar.
Olivia Wilde pravi, da ima, kot vsi v njeni družini, »izrazit talent za novinarstvo,« saj je »zares kritična in analitična«. Oba njena starša sta bila pomembna washingtonski skupnosti, saj sta večkrat priredila razne zabave ob večerjah. Njena mama je nekoč pripovedovala zgodbo o mlajši Olivii Wilde, ki je neko noč prisluškovala pogovoru Richardu Holbrookeu in Micku Jaggerju, dokler je Mick Jagger ni opazil in poslal v posteljo. Igralka si je želela postati že od drugega leta dalje. Za kratek čas je njena družina živela v hišu v Guilfordu, Vermont. Šolala se je na srednji šoli v Georgetownu v Washingtonu, D.C., kasneje pa še na Phillipsovi akademiji v Andoverju, Massachusetts, kjer je šolanje končala leta 2002. Pred tem se je vpisala na Gaietyjevo šolo igranja v Dublinu, Irska, kjer pa je ostala le kratek čas.

## Kariera

### 2003–2006: Zgodnja kariera
Olivia Wilde je s svojo igralsko kariero pričela leta 2003, ko je zaigrala Jewel Goldman v televizijski seriji Skin. V seriji je imela vse do leta 2004 glavno vlogo, nato pa je leta 2004 pritegnila pozornost z vlogo Alex Kelly v televizijski seriji O.C.. Na začetku je sicer odšla na avdicijo za vlogo Marisse Cooper, enega izmed glavnih likov v seriji, vendar je vlogo nazadnje dobila Mischa Barton, njej pa so dodelili stransko vlogo. Poleti 2004 je bila tudi ena izmed pomembnejših manekenk v Abercrombie & Fitch-evi kampanji »Rising Stars«. V tistem času je zaigrala v filmih, kot so Privlačna soseda (2004), Pogovori z drugimi ženskami (2005), Alpha Dog (2006), Camjackers (2006), Turistas (2006) in Bickford Shmeckler's Cool Ideas (2006; za to vlogo je bila na ameriškem festivalu umetnosti v komediji leta 2006 nagrajena z nagrado v kategoriji za »najboljšo igralko«). Pojavila se je v videospotu Dashboarda Confessionala za pesem »Stolen« ter v videospotu Frencha Kicksa za pesem »So Far We Are«. Zelo si je želela dobiti vlogo 21. Bondovega dekleta, Vesper Lynd, v filmu Casino Royale, vendar je vlogo nazadnje dobila Eva Green.

### 2007–danes:Zdravnikova vestin zdajšnji projekti
Leta 2007 je Olivia Wilde postala članica igralske zasedbe kratke NBC-jeve dramske televizijske serije The Black Donnellys. Njen lik, Jenny Reilly, je bil samoten glavni ženski lik v seriji, ki je spremljala življenje irsko-ameriške družine, ki se trudi organizirati zločin v New Yorku. Istega leta je zaigrala v gledališki igri Beauty on the Vine, političnem trilerju, kjer je zaigrala tri različne like.
Jeseni leta 2007 se je pridružila igralski zasedbi Foxove dramske televizijske serije Zdravnikova vest, kjer je igrala mlado pripravnico, dr. Remy Hadley, poznano pod vzdevkom »Trinajst«, ki dela za dr. Housea. Reviji Star je povedala, da se včasih obnaša kot njen lik tudi, kadar ni na delu: »Zdaj sem prepričana, da sem zdravnica. Mislim, če nekdo reče, da ga nekaj boli, mu jaz odvrnem: 'No, težave imaš z vranico.'« Leta 2008 je bila za svojo vlogo v seriji Zdravnikova vest nominirana za nagrado Teen Choice Award v kategoriji za »izbiro TV prebojne zvezde - Ženska« ter dobila nagrado filmskega festivala Vail v kategoriji za »vzhajajočo zvezdo«. Leta 2009 je bila skupaj z igralsko zasedbo serije Zdravnikova vest nominirana za nagrado Screen Actors Guild Award v kategoriji za »izstopajoči nastop igralske zasedbe v dramski televizijski seriji,« leta 2010 pa je bila samostojno nominirana za nagrado Teen Choice Award v kategoriji za »najboljšo TV igralko: Drama«.
V času snemanja serije Zdravnikova vest je imela Olivia Wilde tudi nekaj manjših filmskih vlog, in sicer v filmih, kot so Življenje in smrt Bobbyja Z (2007), Fix (2008) in In NorthWood (2009). Poleg Jacka Blacka in Michaela Cere je leta 2009 zaigrala tudi v komičnem filmu Leto ena.
Leta 2010 je zaigrala v filmih Weird: The Al Yankovic Story in The Next Three Days. Istega leta je poleg Jeffa Bridgesa, Garretta Hedlunda in Brucea Boxleitnerja odigrala tudi vlogo Quorre v Disneyjevem filmu Tron: Zapuščina, ki se je premierno predvajal 17. decembra 2010. Za decembersko/januarsko številko revije Details je ob izidu filma povedala, da se je zelo ustrašila, ko je videla kostum iz filma: »Zagledala sem prsi na obleki in rekla: 'Oh, vraga, ne. V tej stvari se bom brcala in premetavala?«
Januarja 2011 so oznanili, da bo poleg Chrisa Pinea zaigrala v prihajajočem filmu Welcome to People. Leta 2011 bodo izšli štirje filmi, v katerih je zaigrala: Butter, Cowboys & Aliens, Now in The Change-Up. V komičnem filmu Butter bo poleg Jennifer Garner in Ashley Greene zaigrala stransko vlogo, Brooke, lik, ki ga bi najprej morala zaigrati Kate Hudson. Film je trenutno v snemanju. V znanstveno-fantastičnem filmu Cowboys & Aliens bo poleg Daniela Craiga in Harrisona Forda zaigrala Ello, enega izmed glavnih likov. V filmu Now bo ob Justina Timberlakea in Amande Seyfried zaigrala enega izmed stranskih likov, v komičnem filmu The Change-Up pa bo imela poleg Ryana Reynoldsa glavno vlogo.

## Javna podoba
Pri reviji The New York Observer so Olivio Wilde opisali kot osebo z »glasom, ki prihaja iz grla« ter kot »široko, zelenooko karizmo Hollywooda iz davnih dni«. Za svoje inspiracije pri igranju je citirala igralke, kot so Meryl Streep, Sigourney Weaver, Frances McDormand, Catherine Keener in Robin Wright Penn.
Leta 2006 je zasedla petindevetdeseto mesto na FHM-jevem seznamu »100 najprivlačnejših žensk«. Leta 2005 je dosegla enainšestdeseto, leta 2008 je pristala na sedemindevetdesetem, leta 2009 pa se je povzpela na prvo mesto na seznamu »100 najprivlačnejših« revije Maxim. Na račun tega je pri seriji Zdravnikova vest, kjer igra, v epizodi »The Tyrant« glavni lik iz serije, dr. House, ko je izvedel, da je dr. Foreman pred kratkim odpustil lika Olivie Wilde, dejal: »Moje sožalje. Čeprav, saj ni najprivlačnejša ženska na svetu.«

## Ostala dela
Olivia Wilde je članica organizacije Ustvarjalci za mir in pravico (Artists for Peace and Justice), ki pomaga izboljšati izobraževalne in zdravstvene razmere na Haitiju ter organizacije ACLU v južni Karolini. Podpirala je tudi organizacijo mladih prostovoljcev, 18 in '08. Pri organizaciji je delovala kot njihova svetovalka in 30. junija 2008 se pojavila na njihovi javni storitveni objavi. Jeseni leta 2008 je poleg igralcev Justina Longa ter svojega bivšega soigralca iz serije Zdravnikova vest, Kala Penna sodelovala pri kampanji za demokratskega kandidata za predsednika, Baracka Obamo. 7. oktobra 2008 se je Olivia Wilde pojavila na posnetku na spletni strani funnyordie.com, naslovljenem kot »Olivia Wilde to naredi že zgodaj« (»Olivia Wilde Does It Early«), kjer je želela prikazati, kako uživa v tem, da se lahko že predčasno registrira za predsedniške volitve leta 2008.
Pojavila se je tudi v parodiji na tiste, ki »podpirajo« pravico do zdravstvenega zavarovanja v industriji na spletni strani Moveon.org.

## Zasebno življenje
Olivia Wilde ima dvojno državljanstvo, ameriško in irsko. Ime »Wilde« za svoje umetniško ime uporablja v čast irskemu pisatelju Oscarju Wildeu. Svoj priimek je spremenila v času šolanja na srednji šoli, in sicer v čast vsem pisateljem v njeni družini, od katerih jih je veliko pisalo pod psevdonimom.
7. junija 2003 se je v Washingtonu, Virginija, na šolskem avtobusu s parom prič pri devetnajstih letih poročila z devet let starejšim italijansko-ameriškim ustvarjalcem dokumentarnih filmov, flamenko kitaristom, sinom italijanskega princa, Taom Ruspolijem. Kasneje je dejala, da sta se na zapuščenem avtobusu poročila zato, ker je bil to edini prostor, kjer sta bila lahko popolnoma sama, saj sta poroko takrat skrivala. 8. februarja 2011 sta z možem oznanila, da se ločujeta. Olivia Wilde je zahtevo za ločitev vložila na los angeleškem okrožnem vrhovnem sodišču, kot razlog pa je navedla »nepremostljive razlike«. Par nima otrok.
Olivia Wilde je veganka.

## Filmografija
| Filmi      | Filmi                           | Filmi                      | Filmi |
| Leto       | Naslov                          | Vloga                      | Opombe |
| ---------- | ------------------------------- | -------------------------- | --- |
| 2004       | Privlačna soseda                | Kellie                     | |
| 2005       | Pogovori z drugimi ženskami     | Družica                    | |
| 2006       | Alpha Dog                       | Angela Holden              | |
| 2006       | Camjackers                      | Sista Strada Cast          | |
| 2006       | Bickford Shmeckler's Cool Ideas | Sarah Witt                 | Nagrada ameriškega festivala umetnosti v komediji za najboljšo igralko |
| 2006       | Turistas                        | Bea                        | |
| 2007       | Življenje in smrt Bobbyja Z     | Elizabeth                  | |
| 2008       | Fix                             | Bella                      | |
| 2009       | In NorthWood                    | Mia                        | |
| 2009       | Leto ena                        | Princesa Inanna            | |
| 2009       | The Ballad of G.I. Joe          | Baronica                   | Kratki film |
| 2010       | Weird: The Al Yankovic Story    | Madonna                    | Kratki film |
| 2010       | The Next Three Days             | Nicole                     | |
| 2010       | Tron: Zapuščina                 | Quorra                     | |
| 2011       | Butter                          | Brooke                     | V snemanju |
| 2011       | Cowboys & Aliens                | Ella                       | Post-produkcija |
| 2011       | Now                             | Rachel Salas               | V snemanju |
| 2011       | The Change-Up                   | Sabrina                    | V snemanju |
| Televizija |                                 |                            | |
| Leto       | Naslov                          | Vloga                      | Opombe |
| 2003       | Skin                            | Jewel Goldman              | Glavna vloga (2003–2004) |
| 2004       | O.C.                            | Alex Kelly                 | Stranska vloga (2004–2005) |
| 2007       | The Black Donnellys             | Jenny Reilly               | Glavna vloga (2007) |
| 2007       | Zdravnikova vest                | Dr. Remy »Trinajst« Hadley | Glavna vloga (2007 - danes) Nagrada filmskega festivala Vail za vzhajajočo zvezdo Nominirana - Screen Actors Guild Award za najboljši nastop igralske zasedbe v dramski seriji (skupaj z Liso Edelstein, Omarjem Eppsom, Petrom Jacobsonom, Hughom Lauriejem, Robertom Seanom Leonardom, Jennifer Morrison, Kalom Pennom in Jessejem Spencerjem) Nominirana - Teen Choice Award za izbiro TV prebojne zvezde - Ženska Nominirana - Teen Choice Award za izbiro TV igralke: Drama |
| Videospoti |                                 |                            | |
| Leto       | Naslov pesmi                    | Ustvarjalec                | Opombe |
| 2006       | »So Far We Are«                 | French Kicks               | |
| 2006       | »Stolen«                        | Dashboard Confessional     | |